# Доний, Олесь
Олесь Доний (укр. Олесь Доній; настоящее имя Александр Сергеевич Доний; род. 13 августа 1969, Киев) — украинский журналист, телеведущий, автор и ведущий телепрограммы про культуру «Остання Барикада» («Последняя баррикада») и «Музична обойма» («Музыкальная обойма») на телеканале ЦК, продюсер телепрограммы, украинский политический и общественный деятель. Народный депутат Украины. Председатель художественного объединения «Последняя баррикада».

## Образование
Киевский университет имени Тараса Шевченко, исторический факультет (1986—1991), историк.

## Деятельность

### Студенческое движение
Один из лидеров и организаторов студенческого движения Украины (конец 1980-х — начало 1990-х годов). Был активистом комсомола, секретарь бюро 3 курса исторического факультета.
С марта 1990 по 1991 год — председатель Киевской организации Украинского Студенческого Союза (УСС). В 1991—1992 годах — сопредседатель УСС.
В октябре 1990 организовал и возглавил широкомасштабную акцию студенческой голодовки, что привело к отставке правительства Виталия Масола, впоследствии названную "Студенческая революция на граните".
В том же году для защиты рядовых членов организации написал заявление в Прокуратуру Киева, что как глава УСС непосредственно отдавал указание захватить Красный корпус Университета, за что и был арестован и отправлен в Лукьяновскую тюрьму по статье Уголовного Кодекса «за захват государственных зданий», срок - от 3 до 5 лет. Из-за протестов многих общественных организаций уголовное дело было прекращено.
В 1990—1991 годах — заместитель главы Народного Руха Украины, член Центрального провода Народного Руха Украины.

### Политическая и общественная деятельность
Выдвигался кандидатом в народные депутаты Украины, округ № 6 (Киев), на выборах 17 марта 1991 года занял второе место среди 5 претендентов (24 % голосов), уступил Витольду Фокину (65 %).
Кандидат в народные депутаты Украины по округу № 7 (Киев) на выборах 22 ноября 1992.
Депутат Киевского горсовета (1994—1998), заместитель председателя Комиссии по гуманитарным вопросам (1995—1998).
В 1997—1998 годах — член правления партии «Реформы и порядок», председатель Киевской городской организации.
Председатель объединения «Молодая Украина» (с 1996), председатель партии «Молодая Украина» (с апреля 1999) лидер «Молодой Украины (д)» (с декабря 2000).
Председатель редколлегии альманаха «Молодая нация» (в 1996).
Член правления Международного фонда «Возрождение», Председатель совета директоров Международного благотворительного фонда «Факел» и член президиума Национального совета Конгресса украинской интеллигенции, председатель молодёжной комиссии (с 1997).
Член правления Международного фонда социальной адаптации (с 1999)
Член президиума Общественного комитета сопротивления «За правду» (с марта 2001).
Шеф-редактор журнала «Молодая Украина» (с 2003).
Председатель Центра экстремальной политики (с июля 2000).
Народный депутат Украины 6-го созыва с 23 ноября 2007 до 12 декабря 2012 по списку Блока «Наша Украина — Народная самооборона», № 37 в списке. Председатель подкомитета по вопросам гуманитарного образования, науки и информатизации Комитета Верховной рады по вопросам науки и образования.
Во время драки в Верховной Раде 27 апреля 2010 года, которая возникла из-за вопроса ратификации Харьковских соглашений получил сотрясение мозга в результате избиения пятью депутатами Партии Регионов.
Народный депутат Украины 7-го созыва с 12 декабря 2012 Внефракционный. Победил на выборах в мажоритарном одномандатном избирательном округе № 88 (Коломыйский район-Городенковский район, Ивано-Франковская область). Самовыдвиженец. Председатель подкомитета по вопросам государственной политики в сфере развития и использования языков Комитета Верховной Рады по вопросам культуры и духовности.
В 2012 был одним из организаций акций в защиту украинского языка («Языковой Майдан»).
Во время Евромайдана как руководитель художественного объединения «Последняя баррикада» отвечал и организовывал музыкальную сцену Майдана. Весной 2014 создал и возглавил Информационный Центр противодействия сепаратизму «Наша земля», организовал выпуск газет «Наш Крым», «Наша Одесса», «Наш Донецк», «Наш Луганск».
Участвовал в досрочных парламентских выборах 2019 году в составе партии Рух новых сил, в списке которой занял третье место.
В июне 2022 года вошёл в состав Совета по дерусификации, декоммунизации и деколонизации, в частности предназначенного координировать процессы демонтажа памятников.

### Художественное объединение «Последняя баррикада»
Основано в 2006 году Художественное объединение «Последняя Баррикада» («ОsтаNNя Барикада») берёт своё начало от одноимённого арт-кафе, которое существовало в Киеве (2001—2003) и Харькове (2005—2007). Объединение известно многочисленными фестивалями и художественными проектами, в частности:
- Фестиваль вертепов «Карпатия» (с 2007 г.) г. Ивано-Франковск, г. Яремча, г. Коломыя, г. Киев.
- Музыкально-литературный андерграундный фестиваль «День Независимости с Махно» (2006—2009) гг г. Гуляйполе, Запорожская область.
- Литературно-художественный фестиваль «Киевская Баррикада» (с 2007 г.) г. Киев.
- Фестиваль современного искусства «Харьковская Баррикада» (с 2007 г.) г. Харьков.
- Литературно-художественный фестиваль «Баррикада на Тузле» 2008 г. АР Крым г. Симферополь, г. Керчь, остров-коса Тузла.
- Фестиваль повстанческой и патриотической песни «Покрова» (2008 г.) г. Киев.
- Фестиваль повстанческой и патриотической песни «Гайдамака. UA» (2010 г.) г. Ирпень, Киевская область.

### Всеукраинский комитет защиты украинского языка
Объединение представителей украинской творческой интеллигенции, политиков, юристов, общественных деятелей с целью защиты украинского языка, который был основан 27 июня 2012 года. Об учреждении комитета было объявлено во время прессовой конференции в 300 известных украинцев создали Комитет в защиту языка.
Инициаторами создания «Всеукраинского комитета в защиту украинского языка» стали народные депутаты Олесь Доний, Юрий Стець, писатели Василий Шкляр, Дмитрий Капранов и правозащитник Василий Овсиенко, Народная артистка Украины Нина Матвиенко.

## Изданные книги и музыкальные альбомы
- Студенческая революция на граните. — Киев: Смолокип, 1995
- Поколение бархатной революции. Как дожить до 2009 года? — М.: Смолокип, 1999
- История УСС языком документов и фактов. 1989—1999. — Киев: Факел, 1999 (соавтор Синельников М.)
- Попытка бунта. — Киев: Смолоскип, 2002
- Песни «Калекции». — М.: Майдан, 2002

Музыкальный альбом —  Молодая Украина Forever (Олесь Доний и группа «Калекция»)

## Другое
Владеет английским языком.
Увлечения — туризм.

### Семья
Украинец. Отец Сергей Николаевич (1946—1996) и мать Ольга Афанасьевна (1947) — экономисты. Был женат на Татьяне Николаевной Доний, преподавателе английского языка романо-германского факультета Киевского национального университета имени Тараса Шевченко. Женат на Елене Юрьевне Доний. Вместе воспитывают двоих детей: Яну и Алексея.